# Petr Kocek
Petr Kocek (Nový Bor, 26 de mayo de 1952) es un deportista checoslovaco que compitió en ciclismo en la modalidad de pista. Ganó una medalla de bronce en el Campeonato Mundial de Ciclismo en Pista de 1974, en la prueba de persecución por equipos.
Participó en dos Juegos Olímpicos de Verano, ocupando el quinto lugar en Montreal 1976, en persecución por equipos, y el séptimo lugar en Moscú 1980, en el kilómetro contrarreloj.

## Medallero internacional
| Campeonato Mundial | Campeonato Mundial | Campeonato Mundial | Campeonato Mundial          |
| Año                | Lugar              | Medalla            | Competición                 |
| ------------------ | ------------------ | ------------------ | --------------------------- |
| 1974               | Montreal (Canadá)  | Medalla de bronce  | Persecución por equipos (A) |